# 千年神豬樹公
25°16′28″N 121°33′11″E / 25.274348°N 121.553099°E
千年神豬樹公，是位於臺灣新北市石門區山溪里代天府聖明宮後方的雀榕，被信眾視為神樹及豬八戒的化身，並在10月10日祭拜此樹。

## 樹身
此雀榕位在代天府聖明宮廟後的豬槽潭龜仔山，約可十人環抱。因樹幹旁有似豬頭的樹瘤，被信徒視為為豬八戒化身。該樹也被列為珍貴樹木，但實際樹齡不明，不過耆老們認為至少超過百年。2011年報導時，代天府聖明宮主委鄭錫銘表示，這棵神豬大樹公約260歲。
台北縣政府在2010年12月8日到20日，從該縣列管樹齡至少200年的珍貴老樹中，選出10棵具地方歷史文化意義、或樹型、樹齡特殊的老樹，供該縣民網路票選3棵代表福祿壽之一。有效票共1090票，此樹以「石門鄉山溪村雀榕」之名以200票當選「壽」樹，新店市的新店九丁榕以216票當選「福」樹、五股鄉凌雲路茄苳獲158票當選「祿」樹。

## 祭祀
代天府聖明宮以建廟紀念日的國曆10月10日，作為此樹聖誕。蘇貞昌在臺北縣長任內也曾向老樹祝壽。拜此樹當義子的信眾，當天回到廟裡換香火袋過爐增添神光，比較講究的用地瓜葉祭拜，但絕對禁用三牲、豬肉。信眾也有來求財者。

祝賀千年神豬樹公聖誕的黃布條。

而特種行業者因特尊豬八戒為該業的守護神，也吸引許多從事該行業的民眾到此上香。據悉，還有一位在萬華上班的特種營業女子轉行後，特地贈送廟方一尊天蓬元帥金身神像還願。

## 天公廟
鄭錫銘說他屢次夢見被壓在此樹下的天蓬元帥，所以便在該樹前方建立主祭玉皇大帝的代天府聖明宮，以祈求玉帝早日釋放天蓬元帥。廟址是石門區山溪里八鄰大溪墘9-3號，建立時間為1979年。民眾在山下即可望見此廟高36台尺的玉皇上帝神像。新北市政府民政局宗教禮俗科長藍品畯補充，此廟每月都會選兩日，邀請石門地區的長者參加共餐活動。